# Kabinett Vogel II (Thüringen)
Das Kabinett Vogel II bildete von 1994 bis 1999 die Thüringer Landesregierung. Nach der 2. Landtagswahl vom 16. Oktober 1994 war die FDP, bisheriger Koalitionspartner des CDU-Landesvorsitzenden und Ministerpräsidenten Bernhard Vogel, nicht mehr im Thüringer Landtag vertreten. Da die CDU bei der Wahl leichte Stimmenverluste hinnehmen musste (minus 2,8 Prozentpunkte) und nicht alleine regieren konnte, ging sie eine „Große Koalition“ mit der gestärkten SPD (plus 6,8 Prozentpunkte) ein. Gemeinsam verfügten die Regierungsparteien über 71 der 88 Mandate im Landesparlament; 17 Mandate entfielen auf die einzige Oppositionspartei PDS.
Bernhard Vogel wurde am 30. November 1994 erneut zum Thüringer Ministerpräsidenten gewählt und stellte am gleichen Tag seine Regierung der Großen Koalition vor. Sie amtierte unverändert bis zum Zusammentritt des 3. Thüringer Landtags am 1. Oktober 1999.
| Amt                                                       | Name                   | Partei | Partei |
| --------------------------------------------------------- | ---------------------- | ------ | ------ |
| Ministerpräsident                                         | Bernhard Vogel         |        | CDU    |
| Stellvertreter des Ministerpräsidenten                    | Gerd Schuchardt        |        | SPD    |
| Minister für Wissenschaft, Forschung und Kultur           | Gerd Schuchardt        |        | SPD    |
| Ministerin für Bundesangelegenheiten in der Staatskanzlei | Christine Lieberknecht |        | CDU    |
| Innenminister                                             | Richard Dewes          |        | SPD    |
| Kultusminister                                            | Dieter Althaus         |        | CDU    |
| Minister für Justiz und Europaangelegenheiten             | Otto Kretschmer        |        | SPD    |
| Finanzminister                                            | Andreas Trautvetter    |        | CDU    |
| Minister für Wirtschaft und Infrastruktur                 | Franz Schuster         | CDU    |        |
| Ministerin für Soziales und Gesundheit                    | Irene Ellenberger      |        | SPD    |
| Minister für Landwirtschaft, Naturschutz und Umwelt       | Volker Sklenar         |        | CDU    |